# أكيرا ناراهاشي
أكيرا ناراهاشي (名 良 橋 晃) ولد في 26 نوفمبر 1971 في هانامي-كو، شيبا هو لاعب مدافع سابق في منتخب كرة قدم الياباني. وقد شارك 38 مرة مع المنتخب الوطني الياباني بين عامي 1994 و 2003، بما في ذلك ثلاث مباريات في نهائيات كأس العالم لكرة القدم عام 1998.

## روابط خارجية
1. ↑  "Narahashi reportedly to retire". ذا جابان تايمز. 2 فبراير 2008. مؤرشف من الأصل في 2020-03-31. اطلع عليه بتاريخ 2012-12-26.

- أكيرا ناراهاشي على موقع الاتحاد الدولي (مؤرشف)  (الإنجليزية)
- أكيرا ناراهاشي على موقع رابطة كرة القدم اليابانية للمحترفين (اليابانية)
- أكيرا ناراهاشي على موقع قاعدة بيانات كرة القدم.إي يو (الإنجليزية)
- أكيرا ناراهاشي على موقع ناشيونال فوتبول تيمز (الإنجليزية)
- أكيرا ناراهاشي على موقع Soccerway.com (الإنجليزية)
- أكيرا ناراهاشي على موقع عالم كرة القدم.نت (الإنجليزية)